# Bob Morley

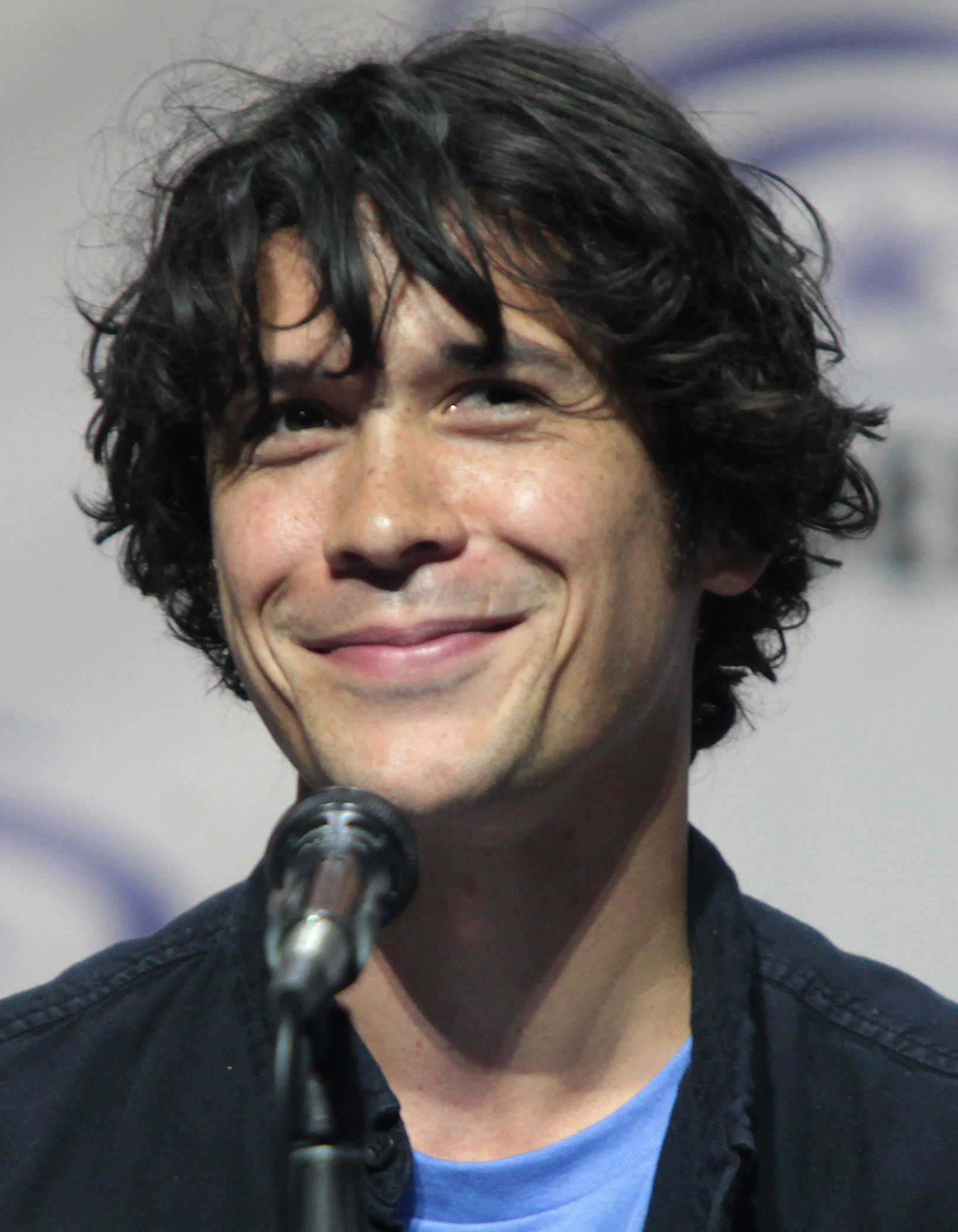
Bob Morley parlant al WonderCon a Los Angeles 2016.

Robert Alfred "Bob" Morley, és un actor filipí-australià nascut el 20 de desembre de 1984. Després d'aparèixer a diferents produccions de teatre i petites pel·lícules, Morley va ser triat a ser Drew Curtis en la sèrie Home and Away l'any 2006. Pel rol que va fer, va rebre una nominació al Nou Talent Masculí Més Popular (Most Popular New Male Talent Logie Award).
Morley va aparèixer a It Takes Two el 2007 i després de la seva sortida de Home and Away, va unir-se al llançament de The Strip. El 2011 va fer el paper de Aidan Foster a Neighbours i va actuar en la pel·lícula Blinder el 2013. En el 2014, Morley apareix en el sector de protagonistes a la sèrie de The 100.

## Primers anys
Morley és el fill d'una mare Filipina i d'un pare Britànic-Australià, que va morir quan ell era jove. Té dos germanes i un germà, ell és el meu jove de tots quatre. Morley va créixer en una granja a Kyneton, una petita vila a Victoria. Va estudiar drama a l'escola fins que tenia 11 anys, quan va preguntar de deixar-ho. Quan va fer 12 anys, Morley va traslladar-se a Melbourne i va començar un grau d'enginyeria. Un any més tard, va decidir començar Arts Creatives a la Universitat La Trobe.

## Carrera
Morley va començar la seva carrera actuant a diferents produccions teatrals a la universitat i petits curts. Morey va aparèixer a Dead Harvest, una pel·lícula de terror dirigida per Damian Scott, el 2005. Aquest mateix any apareix com a extra a la sèrie de Neighbours i forma part a Angels with Dirty Faces. Gràcies a aquesta actuació, guanya l'atenció dels directors de càsting de Home and Away. Morley s'uneix a la sèrie com a Drew Curtis el 2006. Pel rol utilitzat fent de Drew Curtis, Morley és nominat als premis del Nou Talent Masculí Més Popular.
Morley va aparèixer a la segona temporada de cant de celebritats Australiana It Takes Two des de maig del 2007. Al juny del 2007 va ser votat per marxar després de sis setmanes al show. L'any 2008, Morley surt de Home and Away per unir-se com a Tony Moretti a la sèrie The Strip. La sèrie va ser cancel·lada per la baixa popularitat i no va tornar per una segona temporada. Morley va ser nominat al premi Cleo magazine's "Bachelor of the year".
Al juny del 2011 va ser anunciat que Morley s'unia a la sèrie Neighbours com a Aidan Foster, enamorat de Chris Pappas (James Mason). Els personatges de Morley i Mason formaven la primera parella gai del show. Morley va agafar deu setmanes de descans de Neighbours per aparèixer a Blinder, una pel·lícula australiana. Va tornar per plegar de Neighbours a principis de juliol del 2012.
En el 2013 es va anunciar que Morley s'havia unit a l'elenc principal de la sèrie estatunidenc The 100 on interpreta a Bellamy Blake, un dels personatges principals de la sèrie.

## Sèries on ha actuat

### Home and Away
Sèrie de TV (1988-Present). És una veterana sèrie australiana, amb més de 5600 episodis, que segueix les aventures un desventures personals i professionals d'un grup de personatges residents a Summer Bay, una petita ciutat costanera de New South Wales, a Austràlia.

### Neighbours
Aparentment, Mac Radner (Seth Rogen) i la seva esposa Kelly (Rose Byrne) han fet realitat el somni americà: acaben de tenir un filla preciosa i s'han comprat una bonica casa als afores. La parella, d'uns trenta anys, està convençuda de que han adquirit el necessari per la vida adulta, però s'enfrontaran a un repte inesperat.

### The 100
Sèrie de TV. Situada 97 anys després d'una guerra nuclear que ha destruït la civilització, els supervivents d'una nau espacial, que han sobreviscut durant tres generacions a l'espai, envien 100 criminals juvenils "a testejar" les condicions de la Terra, amb l'esperança de tornar a poblar-la. El grup de joves intentarà sobreviure en un entorn desconegut i hostil, tot i els enrtrebancs que trobaran allá.

## Sèries de Televisió
| Any          | Títol              | Personatge    | Notes                   |
| 2006-2008    | Home And Away      | Drew Curtis   | 262 episodis            |
| ------------ | ------------------ | ------------- | ----------------------- |
| 2008         | The Strip          | Tony Moretti  | 13 episodis             |
| 2010         | Sea Patrol         | Sean          | Episodi "Paradise Lost" |
| 2011-2013    | Neighbours         | Aidan Foster  | 62 episodis             |
| 2016         | Winners and Losers | Ethan Quinn   | Episodi "Cold Hard B."  |
| 2014-present | The 100            | Bellamy Blake | 46 episodis             |

## Pel·lícules
| Any  | Títol                  | Personatge | Notes                                 |
| ---- | ---------------------- | ---------- | ------------------------------------- |
| 2008 | Scorched               | Brendan    | Pel·lícula de Televisió               |
| 2010 | Road Train             | Craig      |                                       |
| 2013 | Blinder                | Nick       |                                       |
| 2014 | Lost in the White City | Avi        | Premiada al "Cambridge Film Festival" |

## Aparicions
| Any  | Títol        | Notes                   |
| ---- | ------------ | ----------------------- |
| 2007 | It Takes Two | 10 episodis-Participant |

## Premis i Nominacions
| Any  | Premi              | Categoria                                      | Treball Nominat | Resultat |
| ---- | ------------------ | ---------------------------------------------- | --------------- | -------- |
| 2007 | Logie Award        | Most Popular New Male Talent                   | Home And Away   | Nomiat   |
| 2015 | Teen Choise Awards | Choise TV Actor: Fantasy/Sci-Fi                | The 100         | Nominat  |
| 2016 | Teen Choise Awards | Choise TV: Chemistry (amb Eliza Taylor-Cotter) | The 100         | Nominat  |